# Шумска бреберина
Бреберина (шумарица, отров-саса), Anemone nemorosa заштићена је биљна врста само у Војводини где је ретка биљка. Честа је у шумама храста, јасена, граба и букве као што се редовно јавља и у четинарским шумама. Припада фамилији љутића (Ranunculaceae), а име је добила од грч. anemos = ветар (дување ветра је повија) и лат. nemorus = шумски.
Отровна је биљка јер у листовима и цветовима садржи једињење анемонол. Анемонол се налази само у свежим биљним деловима, док се сушењем разграђује. Коришћење свежих биљних делова изазива сметње на централном нервном систему.